# Rechsteineria coruscans
Rechsteineria coruscans là một loài thực vật có hoa trong họ Tai voi. Loài này được (Paxton) Kuntze miêu tả khoa học đầu tiên năm 1891.